# Euphthiracarus subcedrus
Euphthiracarus subcedrus är en kvalsterart som beskrevs av Wojciech Niedbała 2006. Euphthiracarus subcedrus ingår i släktet Euphthiracarus och familjen Euphthiracaridae. Inga underarter finns listade i Catalogue of Life.